# Tannenbergbüchse

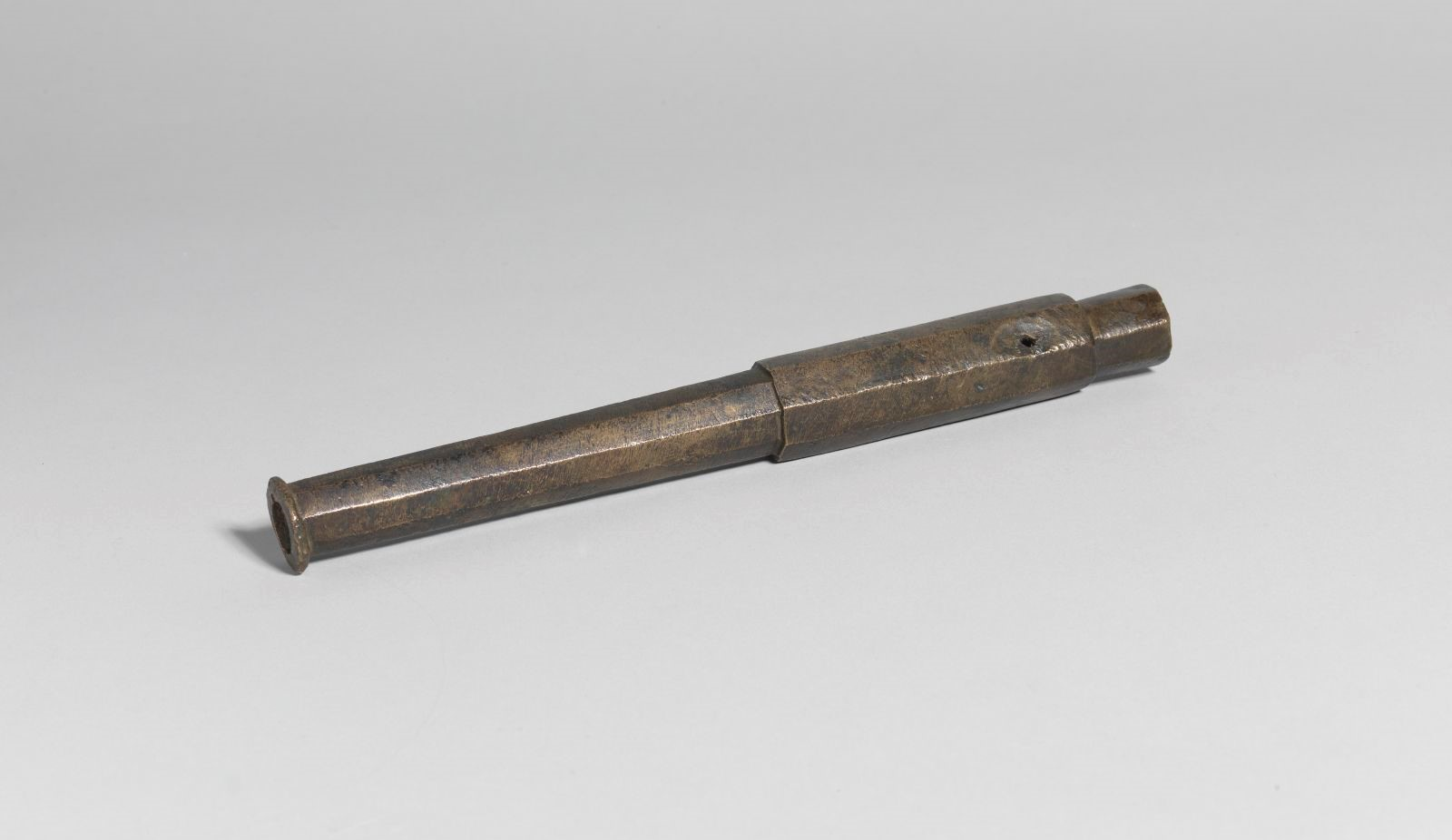
Die Tannbergbüchse, vor 1399

Die Tannenbergbüchse ist die derzeit älteste sicher datierbare Handfeuerwaffe Europas. Sie wurde 1849 in der Zisterne der im Jahre 1399 zerstörten Burg Tannenberg (Seeheim-Jugenheim) ausgegraben.

## Beschreibung
Der achteckige Lauf besteht aus gegossener Bronze. Die Büchse besteht aus einem verdickten Hinterlauf mit Tülle für einen Holzschaft (Stangenbüchse), einem schmaleren Vorderlauf sowie einem runden Mündungsfries. Insgesamt erscheint der Guss asymmetrisch und grob. Die Gesamtlänge beträgt 33 cm, der Durchmesser 2,4 cm bis 3,4 cm. Der Lauf wiegt 1,2 kg, das Kaliber der nachgebohrten Seele liegt bei etwa 15,8 mm. Zum Zeitpunkt der Auffindung war die Büchse noch mit Schwarzpulver und einer Bleikugel geladen. Außerdem fand sich nebenliegend ihr eiserner Ladestock, der heute jedoch nicht mehr erhalten ist.
In der Vergangenheit fand sich häufig die Angabe, die Seele würde sich zum Zündloch hin konisch verjüngen oder es wäre sogar eine Art verengter Ring oder schmalere Pulverkammer im Inneren des Laufes vorhanden. 2010 durchgeführte Innenraumvermessungen ergaben jedoch, dass all dies nicht der Fall ist, vielmehr erweitert sich die Seele zum Zündloch hin sogar leicht.

## Fundgeschichte

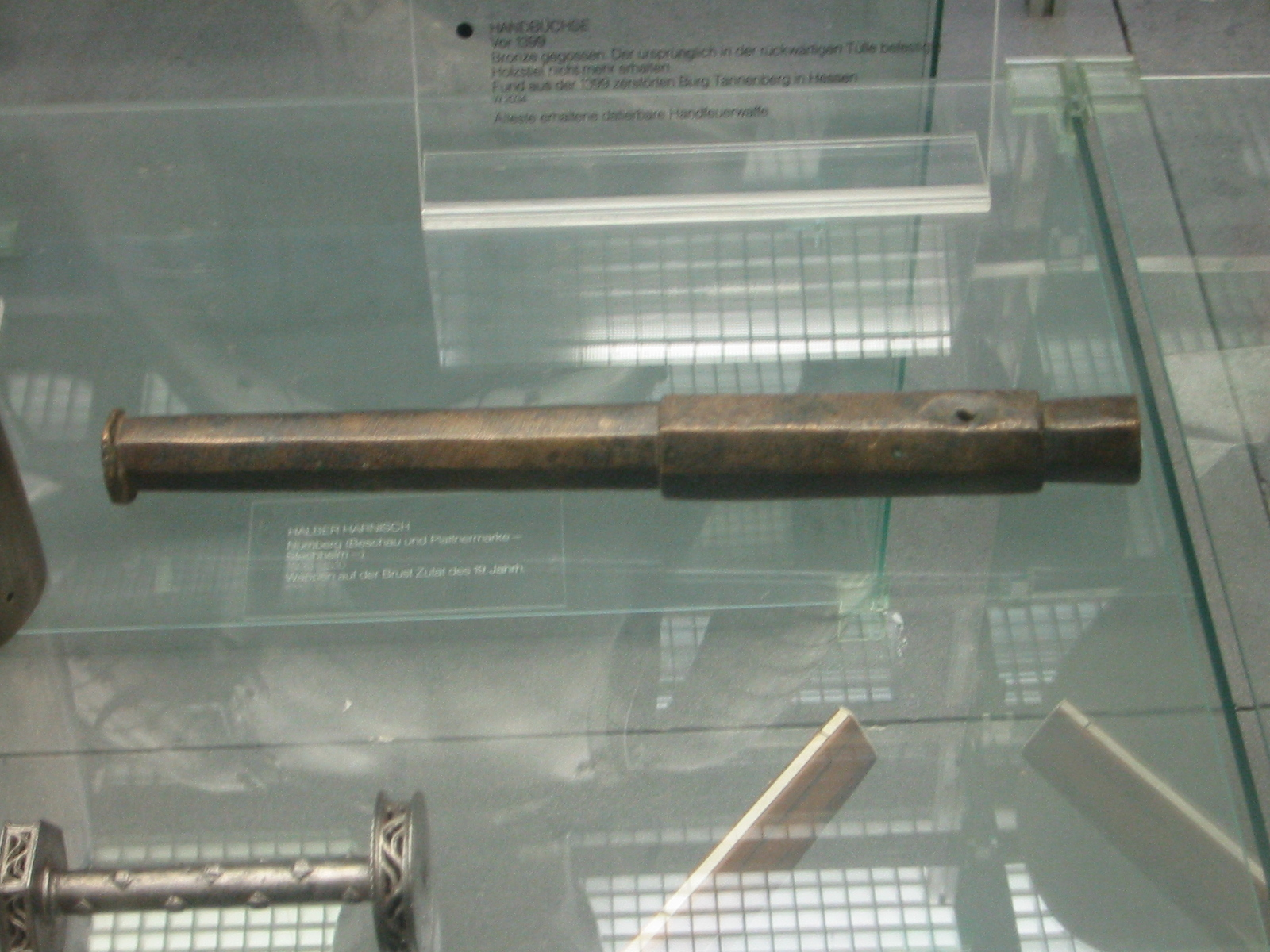
Die Tannenbergbüchse im Germanischen Nationalmuseum

Die Büchse wurde 1849 während der unter Jakob von Hefner-Alteneck und Johann Wilhelm Wolf im Auftrag Ludwigs III. durchgeführten Ausgrabung der Burg Tannenberg bei Darmstadt aufgefunden. Sie lag auf dem Grund der ehemaligen Burgzisterne und war unter den Trümmern des gesprengten Bergfriedes verschüttet. Da die Ausgräber eine für ihre Zeit sehr fortschrittliche Ausgrabungsmethode nutzten und unter anderem alle Fundorte genau kartieren, lässt sich die Fundsituation der Büchse gut nachvollziehen.
1853 schenkte Großherzog Ludwig die Tannenbergbüchse dem Germanischen Nationalmuseum in Nürnberg, in dessen Waffensammlung sie sich noch heute befindet.

## Interpretation
Anhand der Ausgrabungsergebnisse lässt sich die Datierung der Tannenbergbüchse genau eingrenzen. Die Ganerbenburg Tannenberg war Ende des 14. Jahrhunderts unter anderem Sitz des Ritters Hartmut von Kronberg des Jüngeren, der mit zahlreichen Gefolgsleuten regelmäßig die Kaufleute auf der nahen Bergstraße ausgeraubt und teils getötet haben soll. Unter dem Vorwurf der Raubritterei belagerte das Heer des Landfriedensbundes, darunter die Erzbischöfe Johann II. und Werner III., Pfalzgraf Ruprecht III. und die Stadt Frankfurt, im Juli 1399 die Burg. Durch die starke Gegenwehr der Verteidiger blieb die Belagerung zunächst erfolglos. Erst das mittels eines Schiffes und zahlreicher Lastpferde herbeigeführte Frankfurter Riesengeschütz (Gewicht über 70 Zentner) konnte ab dem 14. Juli 1399 eine Bresche in die Mauern schießen, sodass die Erstürmung der Burg schlussendlich gelang. Entsprechend einer vorherigen Absprache wurde Burg Tannenberg vollständig geschleift, der Bergfried gesprengt. Die Belagerung ist durch Schriftquellen detailliert überliefert. Auf diese Weise ergibt sich eine Datierung der Tannenbergbüchse vor 1399. Die Auffindung der geladenen Waffe in der Zisterne deutet darauf hin, dass ein Verteidiger die Waffe hineinwarf, bevor er in Gefangenschaft geriet.
Zudem entdeckten die Ausgräber weitere Fragmente von Handfeuerwaffen. Von diesen ist heute nur noch ein gelegentlich als „Tannenbergbüchse Nr. 2“ bezeichnetes Bronzefragment im Bestand des Hessischen Landesmuseums erhalten. Dieses ist etwas breiter als die vollständige Tannenbergbüchse, ähnelt dieser aber in seiner Formgebung sehr stark. Ein runder Eisenlauf, den Jakob von Hefner-Alteneck in seiner Ausgrabungspublikation beschreibt, ist heute nicht mehr erhalten.
Zwar finden sich in der Sekundärliteratur mehrere Büchsen, für die ein höheres Alter als jenes der Tannenbergbüchse vermutet wird, doch lässt sich dies jeweils nicht sicher nachweisen. Einige Veröffentlichungen erwähnen eine Hakenbüchse aus der Burg Otepää in Estland, welche 1396 zerstört worden sein soll. Neuere Untersuchungen konnten jedoch nachweisen, dass jener terminus ante quem auf einer fehlinterpretierten Schriftquelle basiert. Archäologische Untersuchungen belegen, dass die Anlage erst im zweiten Viertel des 15. Jhd. aufgegeben wurde.